# Escudo nobiliario de la familia Vilarrasa en el Palacio Señorial

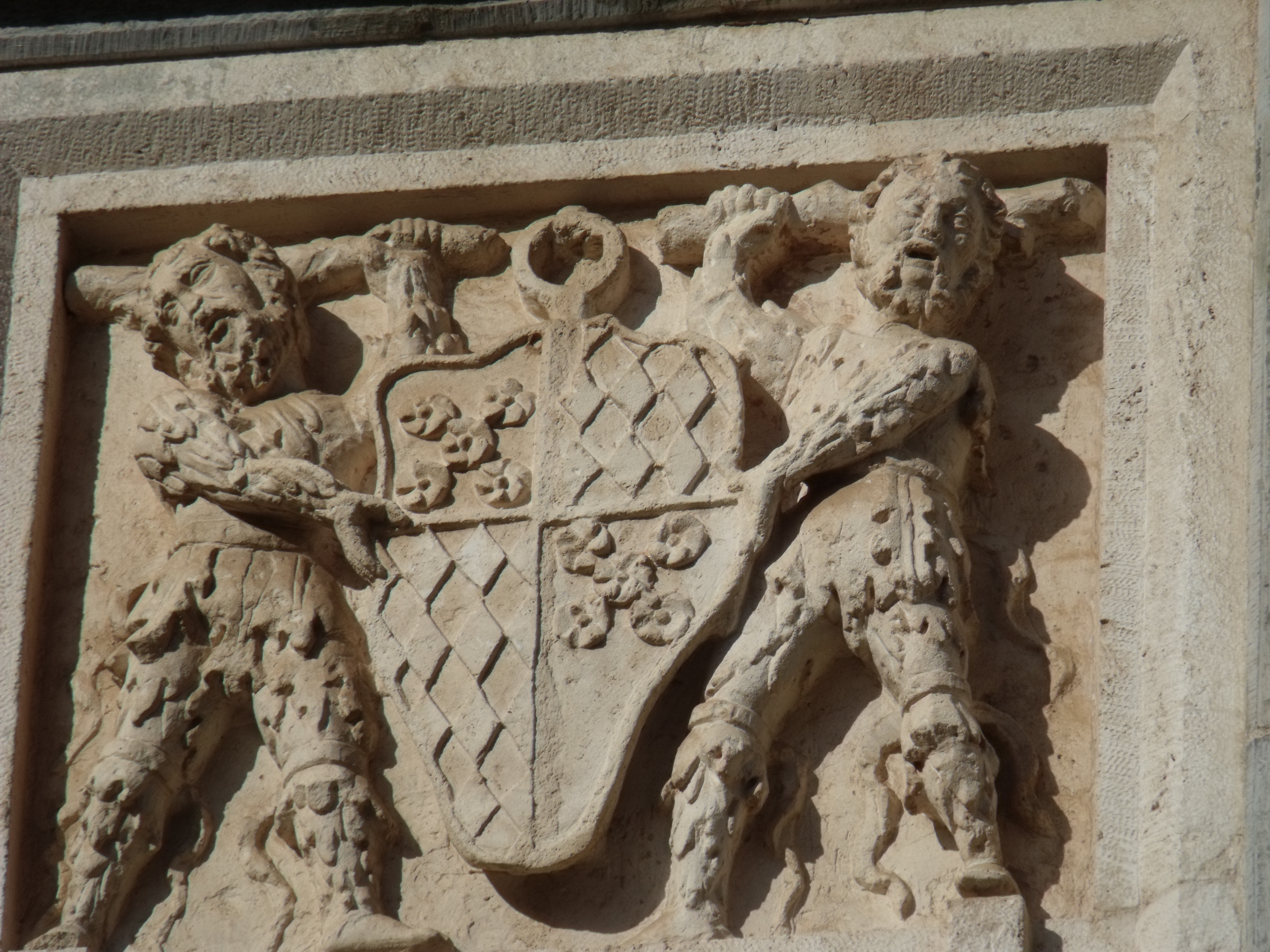
Escudo sobre la puerta del Palacio Condal

El escudo nobiliario de la familia Vilarrasa en el Palacio Señorial, está ubicado en la plaza mayor 7 y 8 del municipio de Faura, en la comarca del Campo de Murviedro, de la provincia de Valencia, y se encuentra catalogado como Bien de Interés Cultural como queda recogido en la ficha BIC de la Dirección General de Patrimonio Cultural de la Conselleria de Turismo, Cultura y Deportes de la Generalidad Valenciana, aunque no está inscrito y no tiene número de anotación ministerial.

## Descripción histórico-artística
Juan II de Aragón, en 1473, por Real Privilegio, hizo que Faura se constituyera en señorío y fue dada a la familia Monsoriu, a la que perteneció hasta el siglo XVI, momento en que, por el matrimonio de los descendientes de Pere Raimond de Monsoriu, primer señor de Faura, pasó a Vilarrasa. En 1647 Felipe II convirtió a Faura en condado, y pasó poco después a la familia Vives de Cañamás.
El palacio Señorial, llamado también casa Condal, es uno de los edificios de interés histórico-artístico mejor conservados; en un principio, era una torre que sufrió una gran transformación entre los siglos XV y XVI, y se convirtió en una joya gótica. En la fachada, conserva el escudo de los Vilarrasa (cinco rosas), y el escudo de los Vilarrasa y Vives de Cañamás.